# The Pilgrim's Progress (opera)
The Pilgrim's Progress è un'opera di Ralph Vaughan Williams, basata sull'allegoria di John Bunyan Il pellegrinaggio del cristiano. Lo stesso compositore ha descritto l'opera come una "Morale" piuttosto che un'opera. Voleva però che il lavoro fosse eseguito sul palcoscenico, piuttosto che in una chiesa o in una cattedrale. Lo stesso Vaughan Williams preparò il libretto, con interpolazioni della Bibbia e anche testi della sua seconda moglie, Ursula Wood. Le sue modifiche alla storia includevano l'alterazione del nome del personaggio centrale da "cristiano" a "pellegrino", in modo da universalizzare il messaggio spirituale.

## Storia
La gestazione musicale di quest'opera fu prolungata e si rifletté in numerosi progetti musicali nella vita di Vaughan Williams. Ad esempio, la sua prima opera in un atto The Shepherds of the Delectable Mountains del 1921 fu incorporata nell'atto 4, scena 2 dell'opera successiva. Anche la sua Sinfonia n. 5 ha utilizzato temi originariamente concepiti per il suo progetto basato su John Bunyan. Scrisse un mottetto del 1940 sul discorso di Mr. Valiant-for-Truth per coro misto. La BBC commissionò a Vaughan Williams le musiche di scena per una drammatizzazione radiofonica del 1942 di The Pilgrim's Progress. Herbert Murrill ha descritto l'opera come "il riassunto in tre ore praticamente dell'intera produzione creativa di un grande compositore". L'opera contiene 41 ruoli individuali cantati.
La prima rappresentazione fu alla Royal Opera House, al Covent Garden il 26 aprile 1951. Il direttore fu Leonard Hancock, che Vaughan Williams aveva personalmente scelto per dirigere la prima e il regista Nevill Coghill.

## Ruoli e primi interpreti
La prima ebbe luogo con successo al Royal Opera House di Londra il 26 aprile 1951. Questi gli artisti impegnati:
| Ruolo                               | Interprete        |
| ----------------------------------- | ----------------- |
| Pellegrino                          | Arnold Matters    |
| John Bunyan                         | Inia Te Wiata     |
| L'interprete; Un messaggero celeste | Edgar Evans       |
| Watchful, il portiere               | Bryan Drake       |
| Evangelista                         | Norman Walker     |
| Apollyon                            | Michael Langdon   |
| Il ragazzo di un taglialegna        | Iris Kells        |
| Mister Alla-Fine                    | Gwynn Parry Jones |
| Madam Alla-Fine                     | Jean Watson       |
| Un essere celeste                   | Monica Sinclair   |

## Storia dell'esecuzione
Le esecuzioni del Covent Garden non furono un successo e la compagnia eliminò l'opera dal suo repertorio nel 1952. Tuttavia una produzione studentesca dell'Università di Cambridge nel 1954 ottenne una maggiore approvazione da parte del compositore, in particolare per l'interpretazione di John Noble come Pellegrino. John Noble in seguito registrò il ruolo nell'incisione diretta da Sir Adrian Boult nel 1970-1971.
La prima in Nordamerica avvenne nel 1968, al Brigham Young University Opera Workshop. Nel 1972, l'anno del centenario della nascita del compositore, l'opera fu messa in scena alla Charterhouse School, dove il compositore era stato educato, diretta da William Llewellyn e prodotta da Geoffrey Ford, sempre con John Noble come Pellegrino. Fu nuovamente messa in scena nel 1992 presso il Royal Northern College of Music, con la regia di Joseph Ward, la direzione di Igor Kennaway e Richard Whitehouse nel ruolo del Pellegrino. Joseph Ward ha anche diretto la prima australiana dell'opera nel 2002 come parte del Brisbane Festival. Tre produzioni di messe in scena parziali sono state eseguite tra il 1997 e il 2008, dirette da Richard Hickox, che ha anche diretto uno spettacolo in concerto per Opera Australia nel 2008.
Una grande produzione teatrale è stata prodotta dalla English National Opera al London Coliseum nel novembre 2012, diretta da Martyn Brabbins, con la regia di Yoshi Oida, con Roland Wood come Pellegrino.
Una nuova produzione è stata eseguita nella primavera del 2019 al Royal Northern College of Music di Manchester, diretta da David Parry e diretta da Jonathan Cocker.

## Trama

### Prologo
Bunyan in prigione
L'opera si apre agli accordi della melodia del salmo "York". John Bunyan è nella Prigione di Bedford e sta completando il suo libro The Pilgrim's Progress. Si alza, affronta il pubblico e inizia a leggere dall'inizio del libro. Mentre lo fa, appare una visione di Pellegrino, che trasporta la sua soma. Un sipario cala per nascondere Bunyan e Pellegrino rimane solo sul palco a leggere e in uno stato di lamentazione.

### Atto 1
Scena 1: Pellegrino incontra l'Evangelista
L'Evangelista dirige Pellegrino verso la Porticina. Quattro vicini, Arrendevole, Ostinato, Diffidente e Timoroso, sembrano mettere in guardia Pellegrino sul suo viaggio. Ma Pellegrino li allontana e continua.
Scena 2: La Bella Casa
Fuori dalla Bella Casa Pellegrino "va esitante fino alla croce" e si inginocchia davanti ad essa. Da fuori scena, si sentono le voci di Tre Splendenti. Essi quindi salutano Pellegrino e lo alleggeriscono del suo peso. Dopo che Pellegrino ha bussato alla porta della Bella Casa, l'Interprete gli dà il benvenuto, mentre un coro lo saluta. L'Interprete segna la fronte di Pellegrino in segno di benedizione e dopo aver ricevuto una veste bianca, Pellegrino entra nella Casa.
Notturno (Intermezzo)
Vigile, il portiere della casa prega per la sicurezza degli abitanti della casa e perché possano godere delle benedizioni del sonno.

### Atto 2
Scena 1: L'Armamento del Pellegrino
L'Araldo chiede chi andrà avanti sulla via del re. Pellegrino si offre volontario e uno scriba annota il suo nome in un libro. Pellegrino riceve quindi un'"armatura di protezione" e inizia il suo viaggio.
Scena 2: Pellegrino incontra Apollyon
Nella Valle dell'Umiliazione un coro di Creature Dolenti, ululante, circonda Pellegrino mentre entra. Apollyon entra e sfida Pellegrino in un singolo combattimento, ma prevale Pellegrino. Il combattimento ha esaurito Pellegrino, ma due Esseri Celesti, Portatore del ramo e Portatore della Coppa, rimettono in sesto Pellegrino con le foglie dell'Albero della Vita e l'acqua proveniente dall'Acqua della Vita. L'Evangelista quindi ritorna e dà al Pellegrino la Verga della Salvezza, il Rotolo della Parola e la Chiave della Promessa. Inoltre avverte Pellegrino di prendersi cura della città di Vanità.

### Atto 3
Scena 1: Fiera di Vanità
Alla fiera nella città di Vanità, "tutti i piaceri dell'uomo" sono in vendita. Pellegrino entra e distoglie lo sguardo da Fiera di Vanità mentre la folla lo circonda e offre i suoi articoli, da Lord Lechery a Madam Bubble e Madam Wanton. La folla chiede cosa comprerà Pellegrino e lui risponde: "Compro la verità!" La folla prende in giro Pellegrino, che li denuncia come seguaci di Belzebù. Appare poi Lord Hate-good, davanti al quale la folla porta Pellegrino in giudizio. Testimoni, tra cui Superstizione, Invidia, Adulazione e Malizia, così come Madam Bubble e Madam Wanton denunciano Pellegrino. Lord Hate-good chiede il verdetto della folla e domandano la morte. Lord Hate-good ordina che Pellegrino venga imprigionato.
Scena 2: Pellegrino in Prigione
Pellegrino si lamenta che Dio lo ha abbandonato. Nella sua disperazione si stringe al petto e sente la Chiave della Promessa; dopo averla infilata nella serratura, viene immediatamente liberato dalla prigione e i suoi legami se ne sono andati. Riprende il suo viaggio.

### Act 4
Scena 1: Pellegrino incontra il Signor Alla-Fine
Il Ragazzo del Taglialegna sta tagliando legna da ardere ai margini di una foresta quando entra Pellegrino, chiedendo quanto sia lontano andare nella Città Celeste. Il ragazzo risponde "non lontano" e sottolinea che si possono vedere le Montagne Deliziose in una giornata limpida. Il ragazzo nota quindi il Signore e la Signora Alla-Fine che si stanno avvicinando. il Signor Alla-Fine annuncia di essere diventato un "gentiluomo di qualità". Si offre di tenere compagnia al Pellegrino nel suo viaggio, ma Pellegrino risponde che coloro che dovessero viaggiare con lui devono essere disposti a stare "contro il vento e la marea". Signor e Signora Alla-Fine rifiutano, preferendo la comodità delle creature normali e i loro "vecchi principi" alla povertà. Partono e Pellegrino riprende il suo viaggio.
Intermezzo
Scena 2: I Pastori delle Montagne Deliziose
Alle montagne Deliziose, tre Pastori sono in preghiera serale. Pellegrino si avvicina a loro e chiede se è sulla strada per la Città Celeste. Rispondono di sì e dopo aver chiesto perché desidera viaggiare fino lì, invitano Pellegrino a riposare con loro per un momento. La voce di un uccello canta lodi a Dio. Appare un Messaggero Celeste che dice a Pellegrino che "il Maestro" lo convoca quel giorno. Il Messaggero trafigge cerimoniosamente il cuore del Pellegrino con una freccia "con la punta resa aguzza con amore". I Pastori consacrano Pellegrino. Il Messaggero dirige Pellegrino sulla strada per la Città Celeste, per arrivare alla quale deve prima attraversare il Fiume della Morte. I pastori pregano per Pellegrino.
Scena 3: Pellegrino raggiunge la Fine del suo Viaggio
Nell'oscurità, una tromba suona in lontananza. La scena si illumina e le voci dal Cielo accolgono Pellegrino nella Città Celeste, al completamento del suo viaggio.
Epilogo
Di nuovo nella Prigione di Bedford, di nuovo alle prese con la musica del salmo "York", Bunyan si rivolge al pubblico, tendendo il suo libro come un'offerta.

## Incisioni
- 1971 HMV SLS 959 (in seguito EMI Classics CMS 7 64212 su 2 CD): John Noble (Pilgrim); Raimund Herincx (John Bunyan, Lord Hate-Good), John Carol Case (Evangelista), Wynford Evans, Christopher Keyte, Geoffrey Shaw, Bernard Dickerson, Sheila Armstrong, Marie Hayward, Gloria Jennings, Ian Partridge, John Shirley-Quirk, Terence Sharpe, Robert Lloyd, Norma Burrowes, Alfreda Hodgson, Joseph Ward, Richard Angas, John Elwes, Delia Wallis, Wendy Eathorne, Gerald English, Doreen Price, Jean Temperley, Kenneth Woollam; London Philharmonic Choir; London Philharmonic Orchestra; Sir Adrian Boult, direttore[10]
- 1992 Royal Northern College of Music (RNCM PP1–2 DDD): Marsden/Griffiths/Whitehouse/Neale/Waddington, recorded March 5, 8 and 25, conductor Kennaway
- 1997 Chandos incisione in studio (dopo la produzione teatrale del 1996): Gerald Finley (Pilgrim); Peter Coleman-Wright (John Bunyan), Jeremy White (Evangelista), Richard Coxon, Roderick Williams, Gideon Saks, Francis Egerton, Rebecca Evans, Susan Gritton, Pamela Helen Stephen, Anne-Marie Owens, Mark Padmore, Robert Hayward, Adrian Thompson; Royal Opera Chorus; Orchestra della Royal Opera House, Covent Garden; Richard Hickox, direttore[2]